# Schœnbourg
Schœnbourg település Franciaországban, Bas-Rhin megyében. Lakosainak száma 371 fő (2022. január 1.). Schœnbourg Hangviller, Bust, Eschbourg és Lohr községekkel határos.

## Népesség
A település népessége az elmúlt években az alábbi módon változott:
| Lakosok száma | 438  | 434  | 441  | 428  | 414  | 400  | 386  | 379  | 371  |
|               | 2013 | 2015 | 2016 | 2017 | 2018 | 2019 | 2020 | 2021 | 2022 |